# آندرینا پینتو
آندرینا پینتو (به انگلیسی: Andreina Pinto) (زادهٔ ۱۰ سپتامبر ۱۹۹۱) شناگر اهل ونزوئلا است.